# SMS Szent István

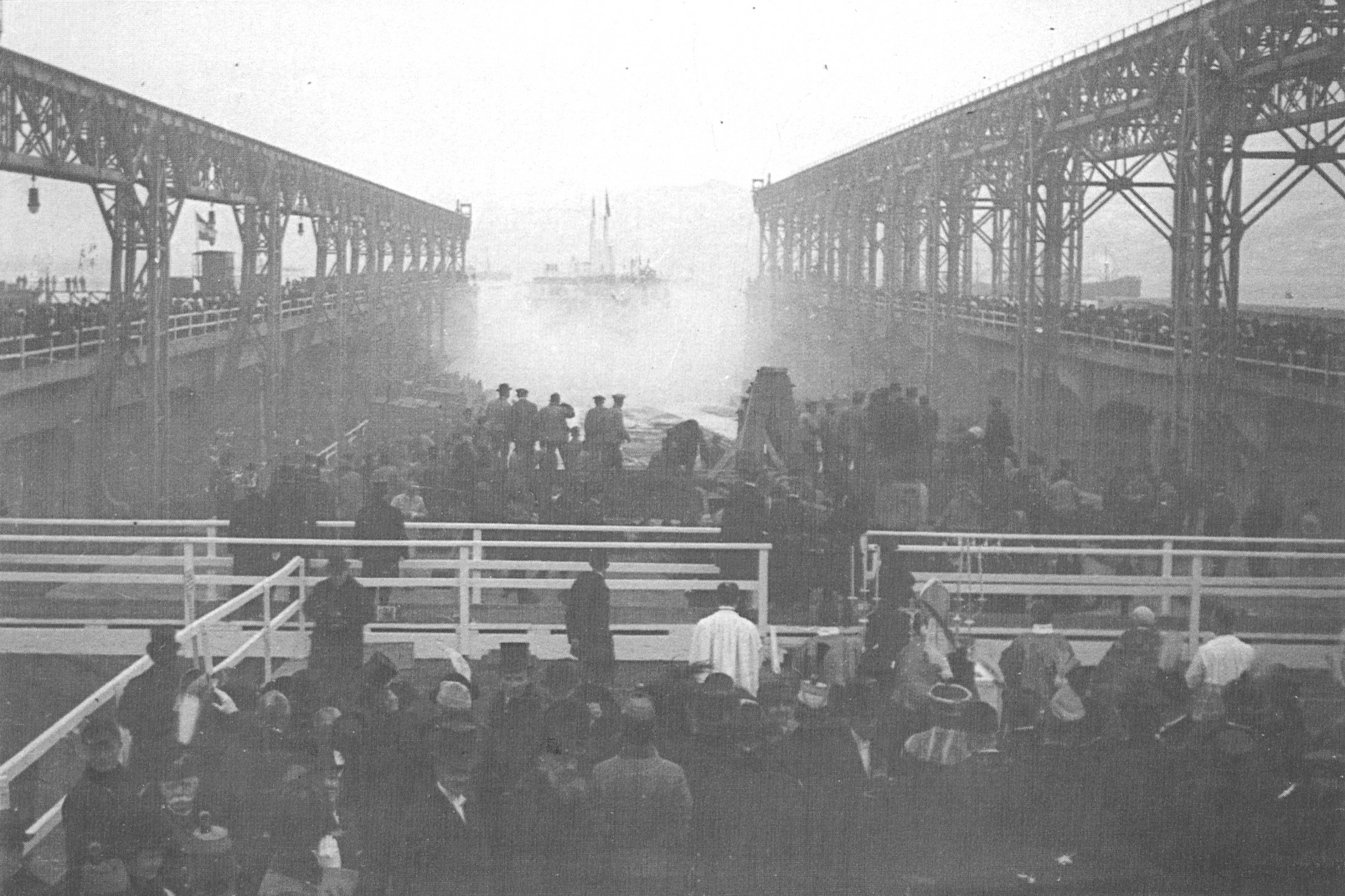
Il varo della Szent István

La SMS Szent István (nella storiografia italiana nota anche come Santo Stefano) fu una corazzata della k.u.k. Kriegsmarine (Imperiale e Regia Marina austro-ungarica). La nave, che doveva il suo nome a Santo Stefano d'Ungheria, faceva parte assieme alle altre corazzate Viribus Unitis, Prinz Eugen e Tegetthoff della classe Viribus Unitis.
Impiegata di rado nel corso della prima guerra mondiale, la Szent István fu affondata il 10 giugno 1918 nei pressi dell'isola di Premuda in Dalmazia in seguito a un attacco di siluranti italiane, operazione in seguito celebrata come impresa di Premuda.

## Costruzione
La costruzione della nave venne commissionata al cantiere navale fiumano "Danubius" in virtù di un compromesso con la classe politica ungherese che pretese la costruzione di una corazzata a Fiume, che all'epoca apparteneva alla parte ungherese della duplice monarchia.
La costruzione della corazzata venne avviata nel 1912 e la nave fu ultimata due anni dopo. Durante il varo, avvenuto il 17 gennaio 1914, una catena d'ancora colpì due operai del cantiere, uccidendone uno.
La costruzione dell'unità richiese investimenti per il cantiere non attrezzato per la costruzioni di navi di questa stazza.
In seguito, la nave venne dotata degli armamenti necessari in un apposito bacino e, allo scoppio della prima guerra mondiale, venne trasferita nell'arsenale militare di Pola per essere ultimata.
L'unità entrò in servizio soltanto il 17 novembre 1915, con 17 mesi di ritardo sul programma originario. Il nome Szent István, in onore del re fondatore dello Stato ungherese, venne attribuito solamente il 13 dicembre 1915 dopo l'entrata in servizio.

## Servizio
Nel corso della guerra, la Szent István ricoprì un ruolo decisamente marginale e rimase spesso alla fonda nell'arsenale di Pola. Le prime operazioni risalgono ai mesi di novembre e dicembre 1915, quando la corazzata effettuò diverse uscite di prova, saggiando la potenza del suo armamento nel canale di Fasana (appena fuori Pola, vicino all'isola di Brioni).
Il 23 dicembre la nave fu ufficialmente attribuita alla 1ª squadriglia e il 10 febbraio seguente ripeté l'uscita con le sue navi sorelle. Con l'eccezione di un paio di uscite per esercitazioni a marzo, nell'Adriatico, e agosto, nel canale di Fasana, per tutto il 1916 la Szent István rimase ancorata nel golfo di Pola; le ripetute incursioni aeree italiane sul porto non rappresentarono comunque un pericolo per la nave stessa.
Il 15 dicembre 1916, il nuovo imperatore Carlo I d'Austria visitò la corazzata, mentre il 12 dicembre 1917 fu il turno dell'imperatore Guglielmo II di Germania. Per tutto il 1917 la nave proseguì la propria monotona esistenza tra uscite per esercitazioni e attacchi aerei italiani.
Il 1918 vide la Szent István uscire una sola volta dalla rada prima dell'affondamento, quando assieme alla nave sorella Viribus Unitis si diresse verso l'isoletta di San Giovanni in Pelago (a sud di Rovigno) per le sue ultime prove di tiro.

## Affondamento

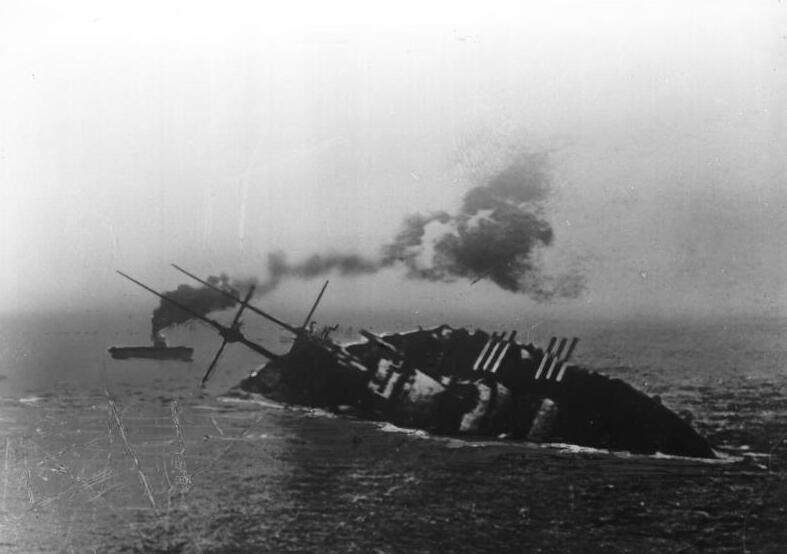
L'inabissamento della Szent István presso l'isola di Premuda

Il 27 febbraio 1918, l'ammiraglio Miklós Horthy era stato nominato comandante della flotta austro-ungarica. In seguito alla sua decisione di impiegare le nuove corazzate in una grandiosa operazione nell'Adriatico meridionale, per forzare lo sbarramento navale del Canale d'Otranto, il giorno 8 giugno la Viribus Unitis e la Prinz Eugen uscirono dal golfo di Pola con sette navi d'appoggio, seguite l'indomani dalla Szent István e dalla Tegetthoff con un cacciatorpediniere e sei torpediniere. Dato che per ragioni di segretezza il presidio a difesa del porto non era informato dell'uscita delle navi, l'uscita dal porto non poté avvenire che alle 22:15 anziché alle 21:00 come programmato.
La notte del 10 giugno 1918 i due motoscafi siluranti italiani MAS 15 e MAS 21, comandati dal capitano di corvetta Luigi Rizzo e ancorati nei pressi dell'isolotto di Lutrošnjak di fronte a Premuda, notarono verso le ore 3:15 una grossa colonna di fumo proveniente da nord. Resisi conto che si trattava di navi nemiche, col favore dell'oscurità si fecero strada a bassa velocità tra le navi del convoglio.
Alle 3:30 circa, la Szent István, che stava procedendo a una velocità di 14 nodi, venne colpita a dritta da due siluri del MAS 15 lanciati da una distanza di 600 metri, mentre uno dei siluri del MAS 21 colpì la Tegetthoff, ma la mancata esplosione del siluro risparmiò agli austriaci la perdita di una seconda corazzata. Entrambe le siluranti riuscirono poi a portarsi in salvo ad Ancona.
Il primo siluro centrò la nave tra la prima e la seconda ciminiera, mentre il secondo all'altezza della ciminiera poppiera. Tra nuvole di fumo e di acqua la nave cominciò a imbarcare grandi quantità d'acqua e a sviluppare incendi nella zona caldaie. Poiché le due caldaie anteriori di sinistra erano ancora funzionanti, il comandante Heinrich Seitz modificò la rotta nel tentativo di porre in salvo la nave, puntando alla velocità di 4,5 nodi verso l'isola di Melada a sud-est. La Tegetthoff prese poi la corazzata in traino, ma per il pericolo di rovesciamento le funi dovettero essere sciolte.
Alle 6:05 la nave iniziò a rovesciarsi, e nel giro di sette minuti scomparve tra i flutti. L'affondamento della Szent István fu facilitato dai difetti intrinseci della nave: un basso dislocamento e alto centro di gravità, unito all'enorme peso dei cannoni. Tuttavia, il tributo di vite umane fu relativamente contenuto (quattro ufficiali e 85 marinai) grazie al fatto che tutti i marinai austriaci dovevano imparare a nuotare prima di entrare in servizio.
La perdita della Szent István fu un duro colpo per la Marina austro-ungarica, che da quel momento sospese ogni azione sul mare. In Italia, l'impresa di Premuda, una delle più audaci operazioni nella storia della Marina italiana, ebbe vasta eco e servì a rafforzare il morale delle truppe al fronte.
A riconoscimento dell'eroismo per tale impresa, il capitano Rizzo venne insignito della Croce di Cavaliere dell'Ordine militare di Savoia, infatti, in virtù del R.D. 25 maggio 1915 n. 753, che vietava di conferire alla stessa persona più di tre medaglie al valore cumulativamente d'argento e d'oro, non poté fregiarsi della seconda medaglia d'oro al valor militare. Tale limitazione fu abrogata con il R.D. 15 giugno 1922 n. 975 e quindi con il R.D. 27 maggio 1923 gli fu revocata la nomina a cavaliere dell'Ordine militare di Savoia e concessa la medaglia d'oro al valor militare con questa motivazione:

## Curiosità
- Oltre alla HMS Barham e all'USS Arizona, la Szent István è la prima corazzata della storia il cui affondamento è stato filmato.[2]
- L'anniversario dell'affondamento della Szent István è celebrato come festa della Marina Militare Italiana. Tale ricorrenza, istituita nel 1939, venne spostata al 4 dicembre (giorno di Santa Barbara) nel periodo 1950-1964, ma è in seguito tornata a essere il 10 giugno.
- Il capitano Luigi Rizzo fu l'unico ufficiale italiano a essere stato decorato con due medaglie d'oro nel corso della prima guerra mondiale; precedentemente all'impresa di Premuda, Rizzo era stato infatti decorato per l'affondamento della corazzata SMS Wien nel porto di Trieste.